# جون كيير هانسن
جون كيير هانسن (بالدنماركية: Johan Kjær Hansen)‏ هو ميكانيكي دنماركي، ولد في 7 أبريل 1907 في يورينغ في الدنمارك، وتوفي في 29 يونيو 1944 في Ryvangs Allé ‏ في الدنمارك بسبب إصابة بعيار ناري وإعدام رميا بالرصاص.